# Baldovino IV di Hainaut
Baldovino di Hainaut, detto il costruttore; in francese: Baudouin IV de Hainaut, dit « Baudouin l'édificateur » ou « Baudouin le bâtisseur » (1110 – 6/8 novembre 1171), fu conte d'Hainaut dal 1120 fino alla morte.

## Origine
Baldovino, secondo il Gisleberti Chronicon Hanoniense, era il figlio primogenito del Conte di Hainaut, Baldovino III e della moglie, Iolanda di Gheldria, che secondo il Herimanni, Liber de Restauratione Sancti Martini Tornacensis, era figlia del conte di Gheldria, Gerardo I; anche la Chronica Albrici Monachi Trium Fontium, conferma che Baldovino era figlio di Iolanda.
Baldovino III di Hainaut, secondo il Gisleberti Chronicon Hanoniense, era il figlio primogenito del Conte di Hainaut, Baldovino II e della moglie (come ci conferma la Chronica Albrici Monachi Trium Fontium), Ida di Lovanio, come ci viene confermato dal documento n° 1 del Cartulaire de la commune de Couvin; Ida era figlia del conte di Lovanio, Enrico II e di Adele di Betuwe (Gheldria).

## Biografia
Baldovino lo troviamo citato in un documento del 1117, inerente a una donazione, fatta dal padre baldovino III, assieme a Baldovino, alla madre Iolanda ed agli zii, Arnolfo e Guglielmo.
Secondo il Gisleberti Chronicon Hanoniense suo padre, Baldovino III morì nel 1120 e fu inumato a Mons.
Gli succedette il figlio primogenito, Baldovino, come Baldovino IV, sotto la tutela della madre, Iolanda, che, dopo essere rimasta vedova, tra il 1120 ed il 1122, ancora secondo il Gisleberti Chronicon Hanoniense, si sposò, in seconde nozze con Goffredo II, signore di Ribemont e Bouchain, Castellano di Valenciennes, a cui diede due figli: Goffredo III, Castellano di Valenciennes e Berta.
Tra il 1124 ed il 1125, Baldovino iniziò a governare la contea da solo.
Il 2 marzo 1127, il conte delle Fiandre, Carlo I il Buono, senza eredi legittimi, venne assassinato nella chiesa di San Donaziano a Bruges, mentre era intento alle sue devozioni. I pretendenti, oltre a Baldovino erano molti: Guglielmo di Ypres, Teodorico di Alsazia, Arnoldo di Danimarca, Guglielmo Cliton ed altri tra cui, Goffredo il Barbuto, duca del Brabante, ma il re di Francia, Luigi VI, chiamato dai fiamminghi, si precipitò ad Arras, e convocò i notabili fiamminghi perché eleggessero il suo candidato, suo cognato, Guglielmo Cliton. Guglielmo venne eletto e fu subito confermato da Gand, Bruges, Lilla, Saint-Omer ed assieme al re si avviò verso Bruges, attraversando buona parte della contea, accolto con entusiasmo. Baldovino che riteneva di avere più diritto di Guglielmo, ed aveva occupato Audenarde, dopo che Luigi VI aveva appoggiato Guglielmo, si ritirò.
A Bruges intanto erano stati catturati e giustiziati gli assassini di Carlo I il Buono.
Dopo la morte di Guglielmo Cliton, senza eredi, Teodorico di Alsazia, fu riconosciuto conte, come Teodorico I, da tutta la contea. Il re di Francia Luigi VI dovette accettare il fatto compiuto e ratificare che Teodorico I fosse succeduto a Guglielmo e Baldovino rinunciò definitivamente alle Fiandre.
Verso il 1160, col documento n° XXII del Cartulaire de l´abbaye de Cysoing et de ses dépendances, Baldovino rinunciò ai suoi diritti sui boschi di San Callisto (nemoribus Sancti Kalixti) in favore dell'abbazia di Cysoing.
Nel 1163, suo cognato, il conte di Lussemburgo e di Namur, Enrico IV (secondo il Herimanni, Liber de Restauratione Sancti Martini Tornacensis, era il fratello di Alice, la moglie di Baldovino), essendo senza eredi, designò Baldovino come suo successore, ed in caso di sua morte, l'erede sarebbe stato uno dei figli.
Baldovino morì tra il 6 e l'8 novembre 1171, e secondo il Gisleberti Chronicon Hanoniense fu tumulato monastero i santa Maria di Binche. Gli succedette il maggiore dei figli maschi ancora in vita, Baldovino, come Baldovino V di Hainaut, che divenne anche erede dello zio Enrico IV di Lussemburgo.

## Matrimonio e discendenza
Baldovino, nel 1130, aveva sposato Alice di Namur (1112 - † 1169), come ci confermano sia il Gisleberti Chronicon Hanoniense, che la Chronica Albrici Monachi Trium Fontium, ed anche la Genealogica comitum Buloniensium; Alice, ancora secondo la Chronica Albrici Monachi Trium Fontium, era figlia del conte di Namur, Goffredo I e della sua seconda moglie, l'erede della contea del Lussemburgo, Ermessinda di Lussemburgo e, secondo il Herimanni, Liber de Restauratione Sancti Martini Tornacensis, era la sorella del conte di Lussemburgo e di Namur, Enrico IV.
Baldovino da Alice ebbe nove figli:
- Yolanda[16] (1131-1202), che, secondo il documento n° CCLXXXI del Cartulaire de l'abbaye de Notre-Dame d'Ourscamp, aveva sposato, in prime nozze, Ivo II di Nesle, Conte di Soissons (Ivo comes Suessionensis et dominus Nigellensis)[20] († agosto 1178), tra il 1151 ed il 1152[6][15], mentre, la Chronica Albrici Monachi Trium Fontium, dopo avr confermato il primo matrimonio, definendola contessa di Soissons (cometissa Suessionensis Hyolenz)[3], riporta che, in seconde nozze, sposò il Ugo IV di Campdavaine conte di Saint-Pol (comiti Hugoni de Sancto Paulo)[3] († 1205), tra il 1178 ed il 1179[6][15]. È indicata dagli studiosi come la probabile committente del poema Guillaume de Palerne;
- Baldovino[16] (1134-1147), morto giovane
- Agnese[16] (1140-1174), che, ancora secondo la Chronica Albrici Monachi Trium Fontium, aveva sposato Rodolfo I signore di Coucy e di Marle (Rodulfo de Marla)[3] († 1191), verso il 1164[6][15];
- Lauretta[16] († 9 agosto 1181), che, ancora secondo il Gisleberti Chronicon Hanoniense, aveva sposato, in prime nozze, Teodorico van Aalst (Theodericus de Alost)[16] († 1166), e poi, in seconde nozze, Burcardo V de Montmorency (Bucardo de Monte Morenciaco)[16] († 1189), nel gennaio 1173 (1173 post atavam epiphanie)[16]; questo secondo matrimonio viene confermato anche dalla Chronica Albrici Monachi Trium Fontium[3];

1m: Dietrich van Aalst (*1144 +20.4.1166); 2m: I.1173 Bouchard IV de Montmorency (+1189)
- Goffredo[16] (1147-1163), citato col padre, nel documento n° XXII del Cartulaire de l´abbaye de Cysoing et de ses dépendances[14], che, secondo il Gisleberti Chronicon Hanoniense, aveva sposato, Eleonora di Vermandois[21] (1149-1213), che dopo essere rimasta vedova si era risposata, in seconde nozze, con Guglielmo IV di Nevers (Willelmo comiti Nivernensi)[21] († 1168), e dopo la morte di quest'ultimo si sposò in terze nozze con Matteo di Lorena (Matheo comiti Boloniensi)[21] († 1173); rimasta ancora una volta vedova si sposò in quarte nozze, con Matteo III, Conte di Beaumont (comiti Bellimontis in Francia Matheo)[21];
- Baldovino[16] (1150-1195), Conte di Hainaut
- Enrico[16] († dopo il 1207), signore di Sebourg[16], che sposò, in prime nozze, Giovanna di Cysoing[6][15] e, in seconde nozze, Anastasia, di cui non si conoscono gli ascendenti[6][15];
- Eustachio,
- Berta[3].

Baldovino ebbe anche tre figli illegittimi da una o più amanti di cui non conosciamo né il nome né gli ascendenti:
- Gerardo († 1179), citato nel Gisleberti Chronicon Hanoniense come fratellastro di Baldovino V di Hainaut (Willelmus et Gerardus ipsius comites fratres sed non germani)[22]
- Guglielmo († dopo il 1219), citato nel Gisleberti Chronicon Hanoniense come fratellastro di Baldovino V di Hainaut (Willelmus et Gerardus ipsius comites fratres sed non germani)[22], fu reggente della contea di Hainaut e cancelliere delle Fiandre[6][15];
- Gerardo († dopo il 1205), religioso, fu cancelliere delle Fiandre[6][15].

## Ascendenza
|                          |           |                            | Genitori                |  |  | Nonni |  |  | Bisnonni                |  |  | Trisnonni              |  |
|                          |           |                            |                         |  |  |       |  |  | Baldovino VI di Fiandra |  |  | Baldovino V di Fiandra |  |
|                          |           |                            |                         |  |  |       |  |  | Baldovino VI di Fiandra |  |  | Baldovino V di Fiandra |  |
|                          |           | Adele di Francia           |                         |  |  |       |  |  | Baldovino VI di Fiandra |  |  |                        |  |
| Baldovino II di Hainaut  |           |                            |                         |  |  |       |  |  | Baldovino VI di Fiandra |  |  |                        |  |
|                          |           | Richilde di Hainaut        | Reginardo V di Mons?    |  |  |       |  |  |                         |  |  |                        |  |
|                          |           | Richilde di Hainaut        | Reginardo V di Mons?    |  |  |       |  |  |                         |  |  |                        |  |
|                          |           | Richilde di Hainaut        | Matilde di Verdun?      |  |  |       |  |  |                         |  |  |                        |  |
| Baldovino III di Hainaut |           | Richilde di Hainaut        |                         |  |  |       |  |  |                         |  |  |                        |  |
|                          |           | Enrico II di Lovanio       | Lamberto II di Lovanio  |  |  |       |  |  |                         |  |  |                        |  |
|                          |           | Enrico II di Lovanio       | Lamberto II di Lovanio  |  |  |       |  |  |                         |  |  |                        |  |
|                          |           | Enrico II di Lovanio       | Oda di Verdun           |  |  |       |  |  |                         |  |  |                        |  |
| Ida di Lovanio           |           | Enrico II di Lovanio       |                         |  |  |       |  |  |                         |  |  |                        |  |
|                          |           | Adele di Betuwe            | Everardo di Betuwe      |  |  |       |  |  |                         |  |  |                        |  |
|                          |           | Adele di Betuwe            | Everardo di Betuwe      |  |  |       |  |  |                         |  |  |                        |  |
|                          |           | Adele di Betuwe            | ?                       |  |  |       |  |  |                         |  |  |                        |  |
| Baldovino IV di Hainaut  |           | Adele di Betuwe            |                         |  |  |       |  |  |                         |  |  |                        |  |
|                          | Teodorico | Gerardo                    |                         |  |  |       |  |  |                         |  |  |                        |  |
|                          | Teodorico | Gerardo                    |                         |  |  |       |  |  |                         |  |  |                        |  |
|                          | Teodorico | ?                          |                         |  |  |       |  |  |                         |  |  |                        |  |
| Gerardo I di Gheldria    | Teodorico |                            |                         |  |  |       |  |  |                         |  |  |                        |  |
|                          |           | ?                          | …                       |  |  |       |  |  |                         |  |  |                        |  |
|                          |           | ?                          | …                       |  |  |       |  |  |                         |  |  |                        |  |
|                          |           | ?                          | …                       |  |  |       |  |  |                         |  |  |                        |  |
| Iolanda di Gheldria      |           | ?                          |                         |  |  |       |  |  |                         |  |  |                        |  |
|                          |           | Guglielmo VII di Aquitania | Guglielmo il Grande     |  |  |       |  |  |                         |  |  |                        |  |
|                          |           | Guglielmo VII di Aquitania | Guglielmo il Grande     |  |  |       |  |  |                         |  |  |                        |  |
|                          |           | Guglielmo VII di Aquitania | Agnese di Borgogna      |  |  |       |  |  |                         |  |  |                        |  |
| Clemenza d'Aquitania     |           | Guglielmo VII di Aquitania |                         |  |  |       |  |  |                         |  |  |                        |  |
|                          |           | Ermesinda                  | Bernardo II di Bigorre? |  |  |       |  |  |                         |  |  |                        |  |
|                          |           | Ermesinda                  | Bernardo II di Bigorre? |  |  |       |  |  |                         |  |  |                        |  |
|                          |           | Ermesinda                  | Clémence di Bigorre?    |  |  |       |  |  |                         |  |  |                        |  |
|                          |           | Ermesinda                  |                         |  |  |       |  |  |                         |  |  |                        |  |

### Fonti primarie
- (LA)  Monumenta Germaniae Historica, Scriptores, tomus IX.
- (LA)  Monumenta Germaniae Historica, Scriptores, tomus XIV.
- (LA)  Monumenta Germaniae Historica, Scriptores, tomus XXI.
- (LA)  Monumenta Germaniae Historica, Scriptores, tomus XXIII.
- (LA)  Ordericus Vitalis, Historia Ecclesiastica, vol. IV, liber X - XIII.
- (LA)  Ordericus Vitalis, Historia Ecclesiastica, vol. unicum.
- (LA)  Cartulaire de l´abbaye de Cysoing et de ses dépendances.
- (LA)  Cartulaire de l'abbaye de Notre-Dame d'Ourscamp.
- (LA)  Cartulaire de la commune de Couvin.
- (FR)  Cartulaire de la commune de Couvin.

### Letteratura storiografica
- Louis Halphen, "La Francia: Luigi VI e Luigi VII (1108-1180)", cap. XVII, vol. V (Il trionfo del papato e lo sviluppo comunale) della Storia del mondo medievale, 1999, pp. 705–739